# Miller zu Aichholz (Familie)
Die Familie der Ritter von Miller zu Aichholz ist eine österreichische Industriellen- und Gelehrtenfamilie, die besonders in der ausgehenden Donaumonarchie große Bedeutung hatte.

## Geschichte
Das briefadelige Geschlecht beanspruchte eine sonst unbelegte Abstammung auf Jakob Müller aus Zürich, den König Rudolf I. 1274 zum Ritter schlug. Er war Angehöriger des im 13. und 14. Jahrhundert einflussreichen Rittergeschlechts der Mülner, welches Anfang des 15. Jahrhunderts erloschen ist.
Die belegte Stammreihe beginnt mit Augustin Miller, der im Engadiner Krieg in die Gefürstete Grafschaft Tirol zog. Durch seine Frau Elisabeth von Helmstorf erhielt er umfangreiche Besitzungen in Lana bei Meran. 1669 heiratete Johann Miller die Erbin des Ansitz Aichholz bei Völlan, Anna Prunner. In Lana erwarb die Familie auch den Ansitz Larchgut. 1691 erhob Kaiser Leopold I. die Brüder Johann, Ferdinand und Michael Miller, Söhne eines 1683 bei der Zweiten Wiener Türkenbelagerung gefallenen Hauptmanns aus Lana mit dem Adelsprädikat von Aichholz in den erblichen Reichsadelsstand mit Wappenbesserung.
Um 1700 zog die Familie nach Cles im Nonstal um. In der Zeit, als Tirol unter bayerischer Herrschaft stand, erfolgte die Aufnahme in die Adelsmatrikel des Königreichs Bayern. Josef von Miller zu Aichholz, Sohn des Franz von Miller zu Aichholz aus Cles, schaffte im 19. Jahrhundert den Aufstieg vom Drogisten zum Großindustriellen. Er erwarb Rohrzucker-Raffinerien in Wien und war geschäftlich auch in Böhmen und Schlesien sowie in Triest tätig. Aufgrund seiner Leistungen wurde der Adel der Familie stufenweise erhöht: Sie hieß seit 1856 Miller zu Aichholz, seit 1860 von Miller zu Aichholz und seit 1865 Ritter von Miller zu Aichholz. 1862 ließ Josef am Heumarkt in Wien zwei Wohnpalais erbauen, die in Teilen noch im Eigentum seiner Nachfahren sind. Josef Miller war mit der Belgierin Marie Flore d’Heur verheiratet und hatte 15 Kinder. Sein Sohn Heinrich von Miller zu Aichholz erwarb 1894 das Jagdschloss Esterházy in Hütteldorf (Wien), das seither Miller-von-Aichholz-Schlössel genannt wird; die Familie musste es aufgrund der Weltwirtschaftskrise 1938 wieder verkaufen. Nach dem österreichischen Adelsaufhebungsgesetz von 1919 heißt die Familie heute in Österreich amtlich Miller-Aichholz.

## Wappen

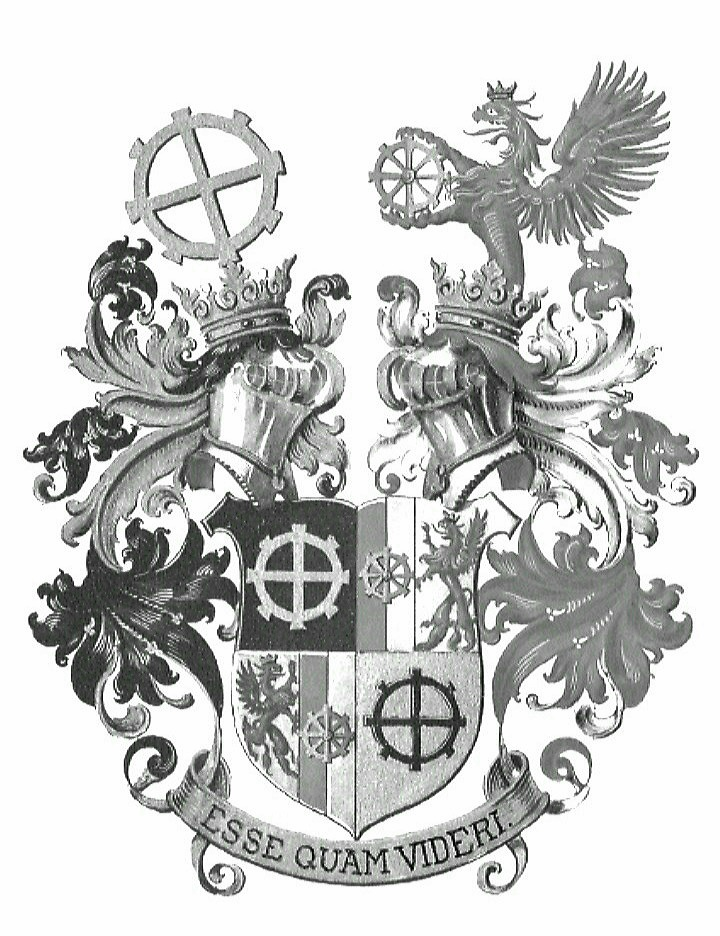
Wappen der Ritter von Miller zu Aichholz (1865)

- 1649: In von Rot und Silber gespaltenen Schild ein vierspeichiges Mühlrad verwechselter Farbe. Auf dem Helm mit rot-silbernen Decken ein von Rot und Silber gespaltenes Mühlrad.[7]
- 1691: Quadrierter Schild. 1. und 4. von Rot und Silber gespalten mit einem Mühlrad in verwechselten Farben. 2. und 3. in Silber ein gekrönter roter Greif einwärts. Auf dem Helm der Greif wachsend mit silbern, rot gespaltenem Mühlrad in den Krallen. Die Decken sind rot-silbern.[4]
- 1865: Das gemehrte Wappen zum österreichischen Ritterstand zeigt im ersten Feld das Stammwappen der Zürcher Mülner, auf die sich die Miller zu Aichholz zurückführen: in Schwarz ein vierspeichiges goldenes Mühlrad, und im Feld 4 das Wappen der Müller von Friedberg, das dem Stammwappen der Züricher Mülner in gewechselten Farben entspricht. Felder 2 und 3 beziehen sich auf das Wappen von 1691. Auf dem Schild zwei Helme: der erste der Helm der Müllner in Zürich, der zweite wie 1691.[7]

## Besitzungen

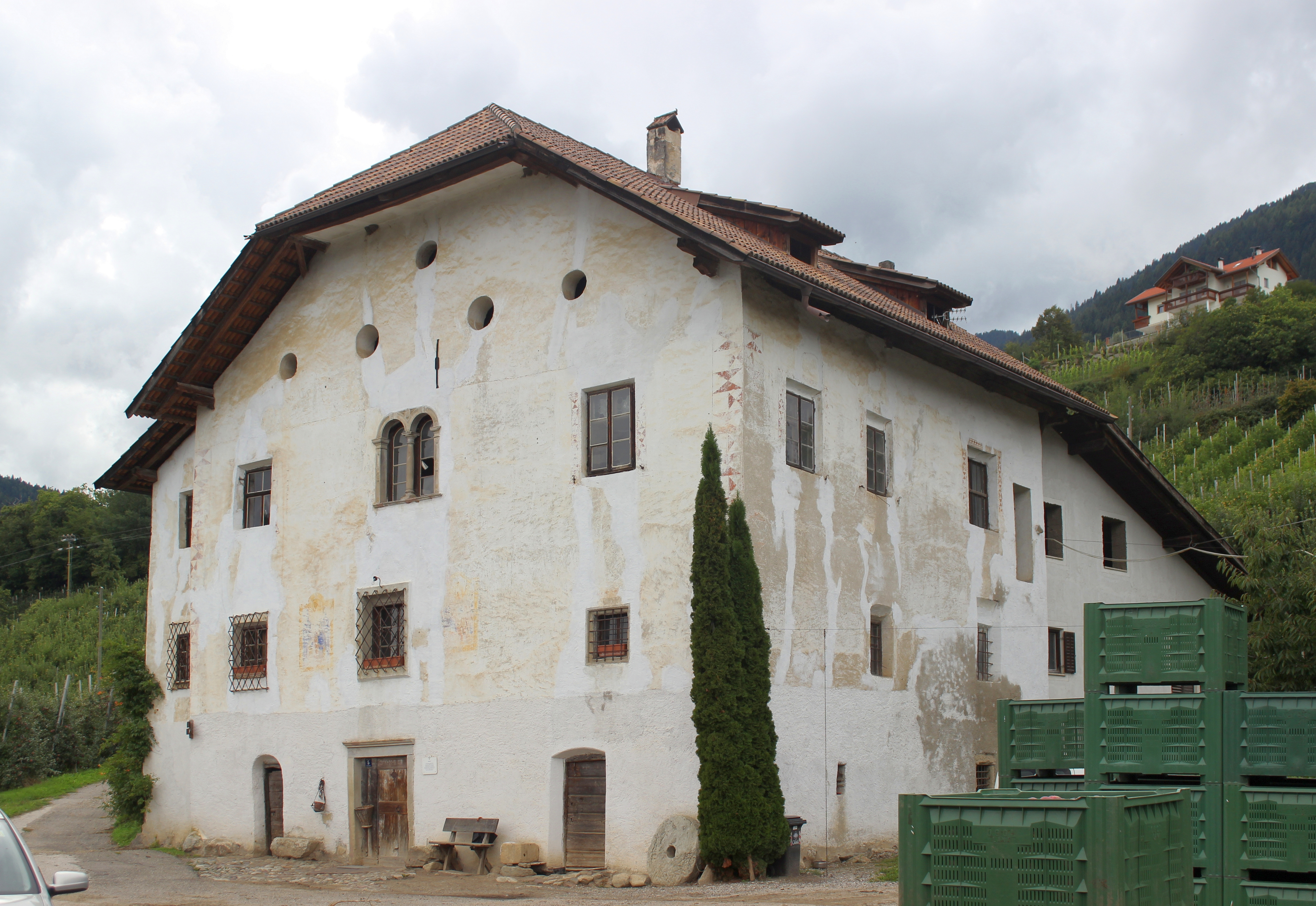
Ansitz Aichholz in Völlan bei Lana
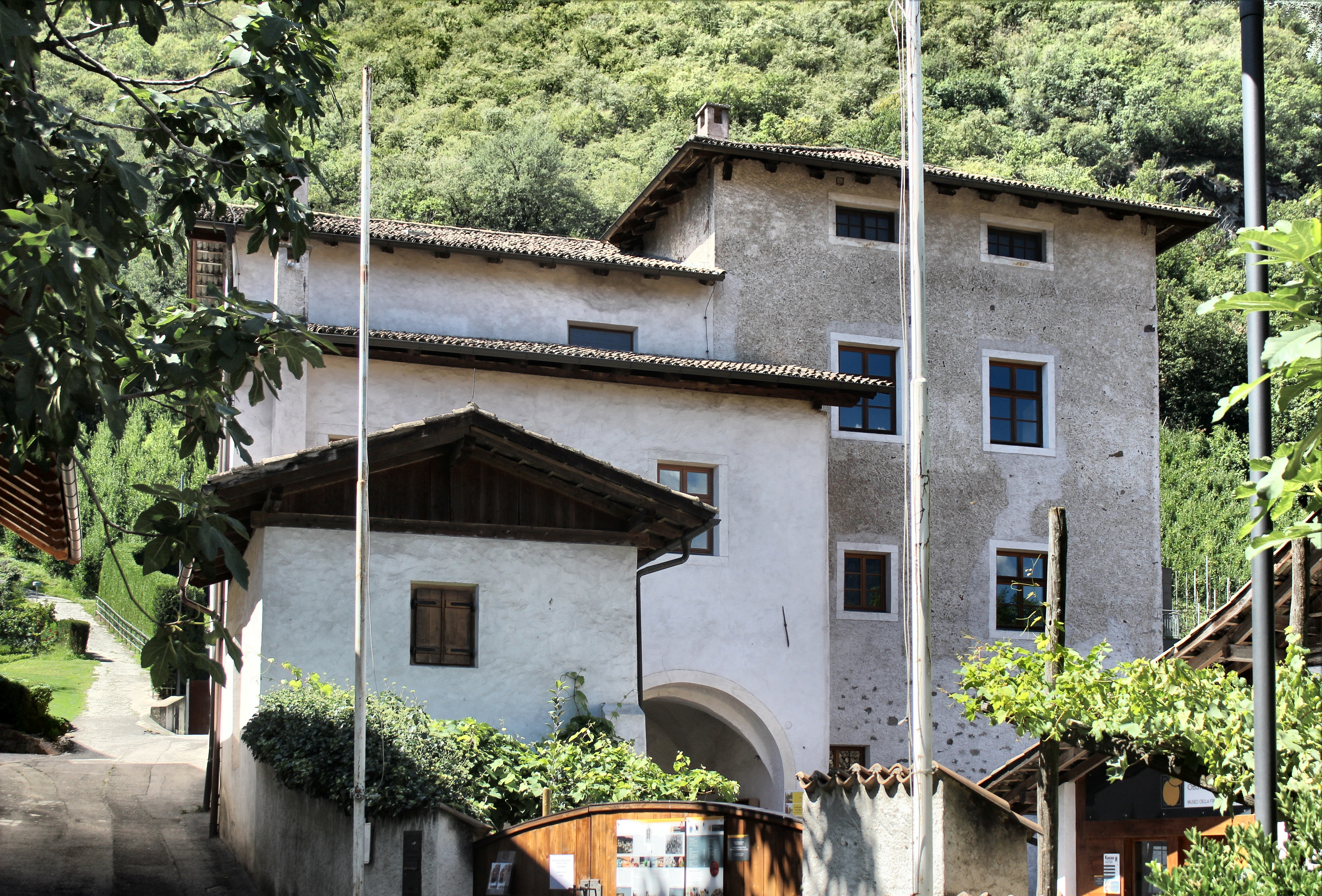
Ansitz Larchgut in Lana
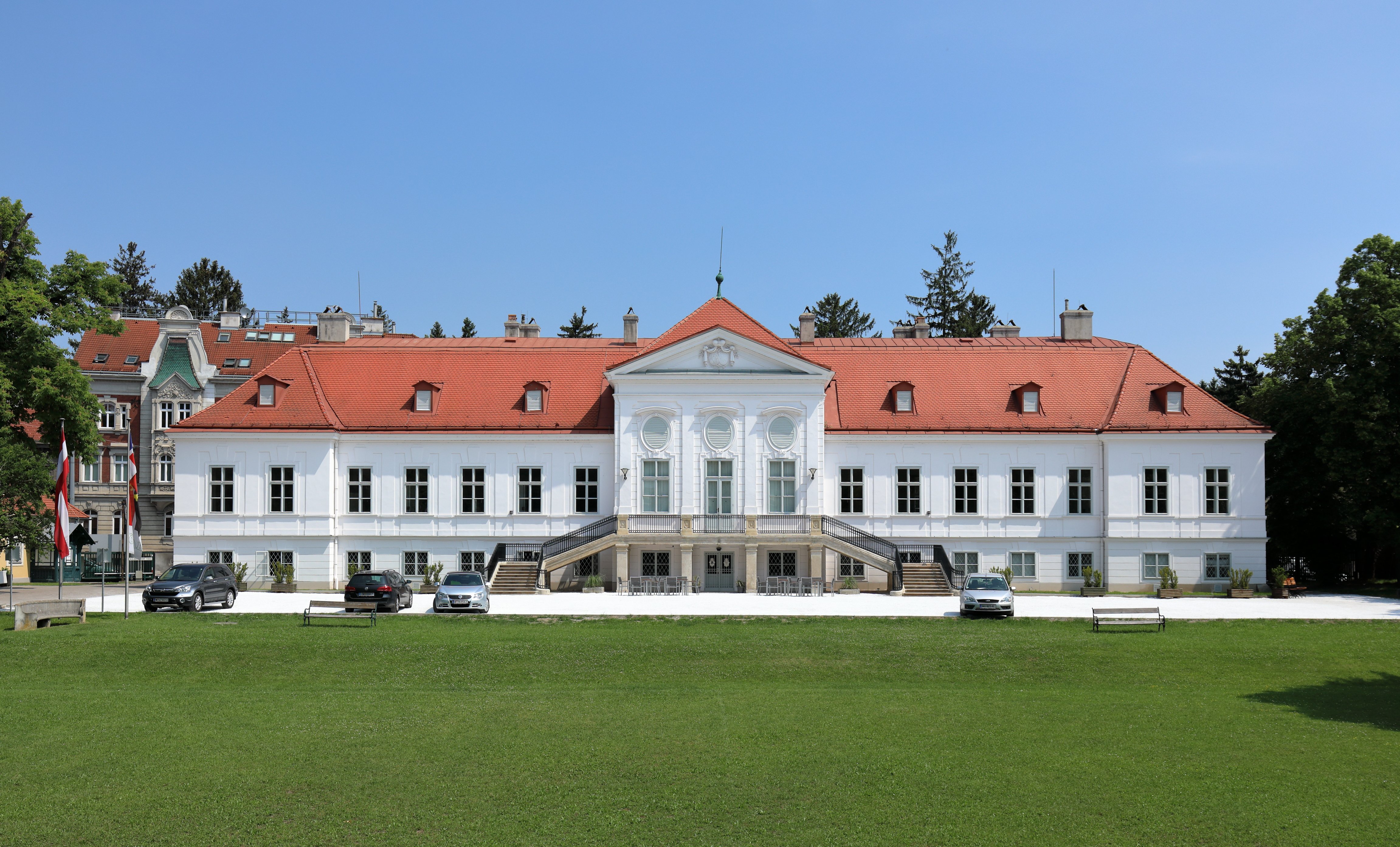
Schloss Miller-Aichholz im Wiener Vorort Hütteldorf
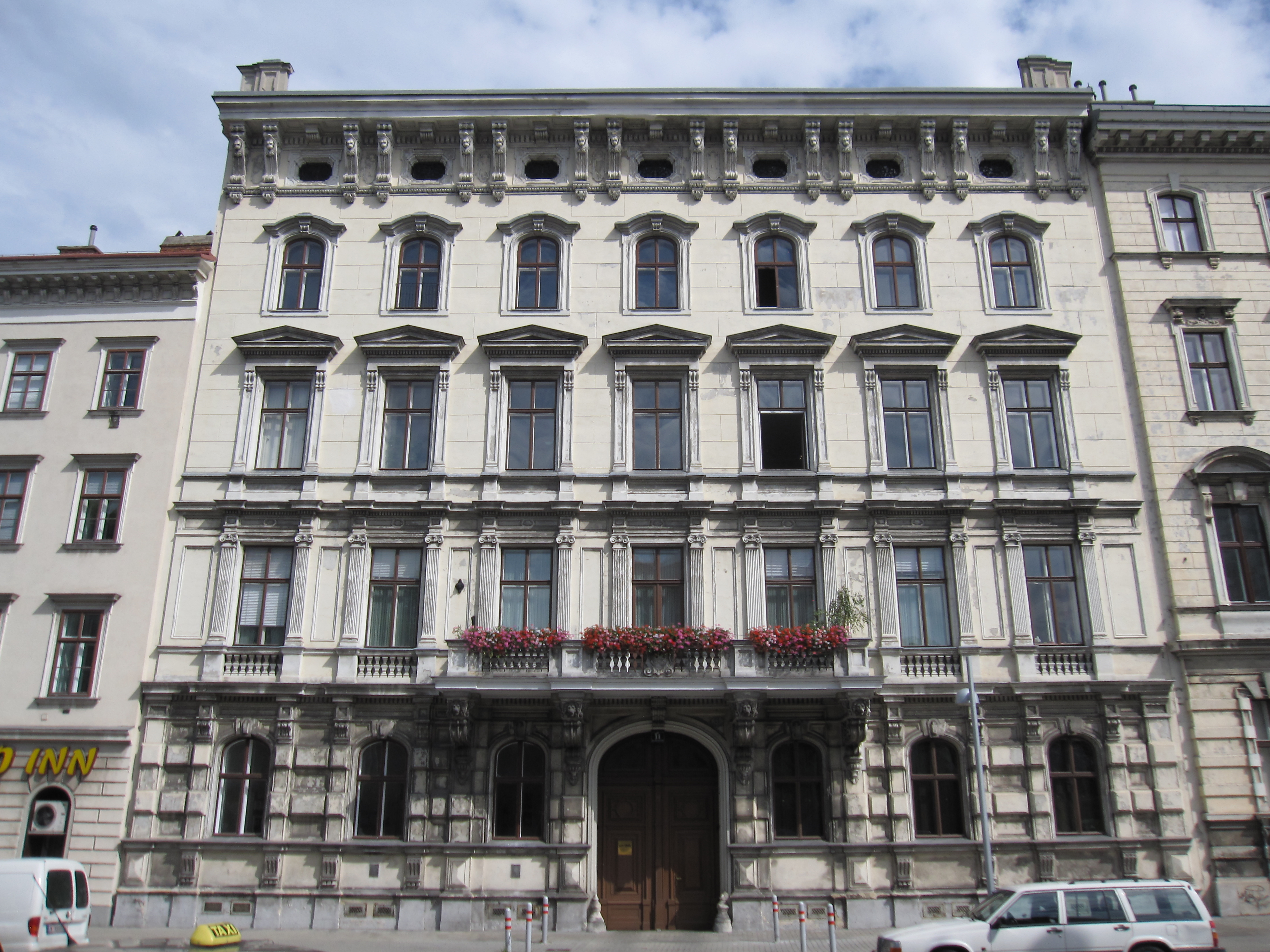
Palais Miller-Aichholz, Am Heumarkt 11, Wien
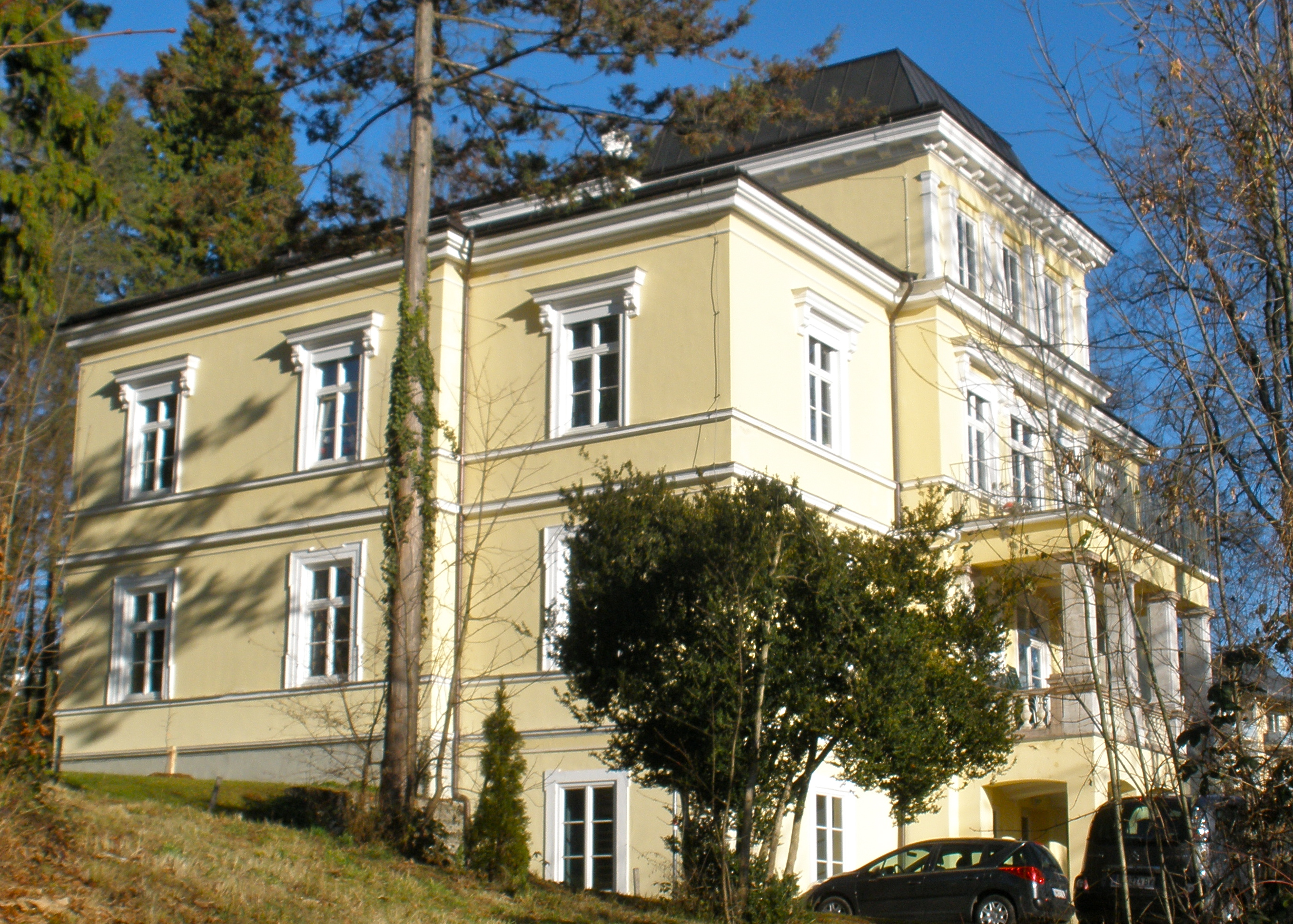
Villa Miller-Aichholz, Gmunden
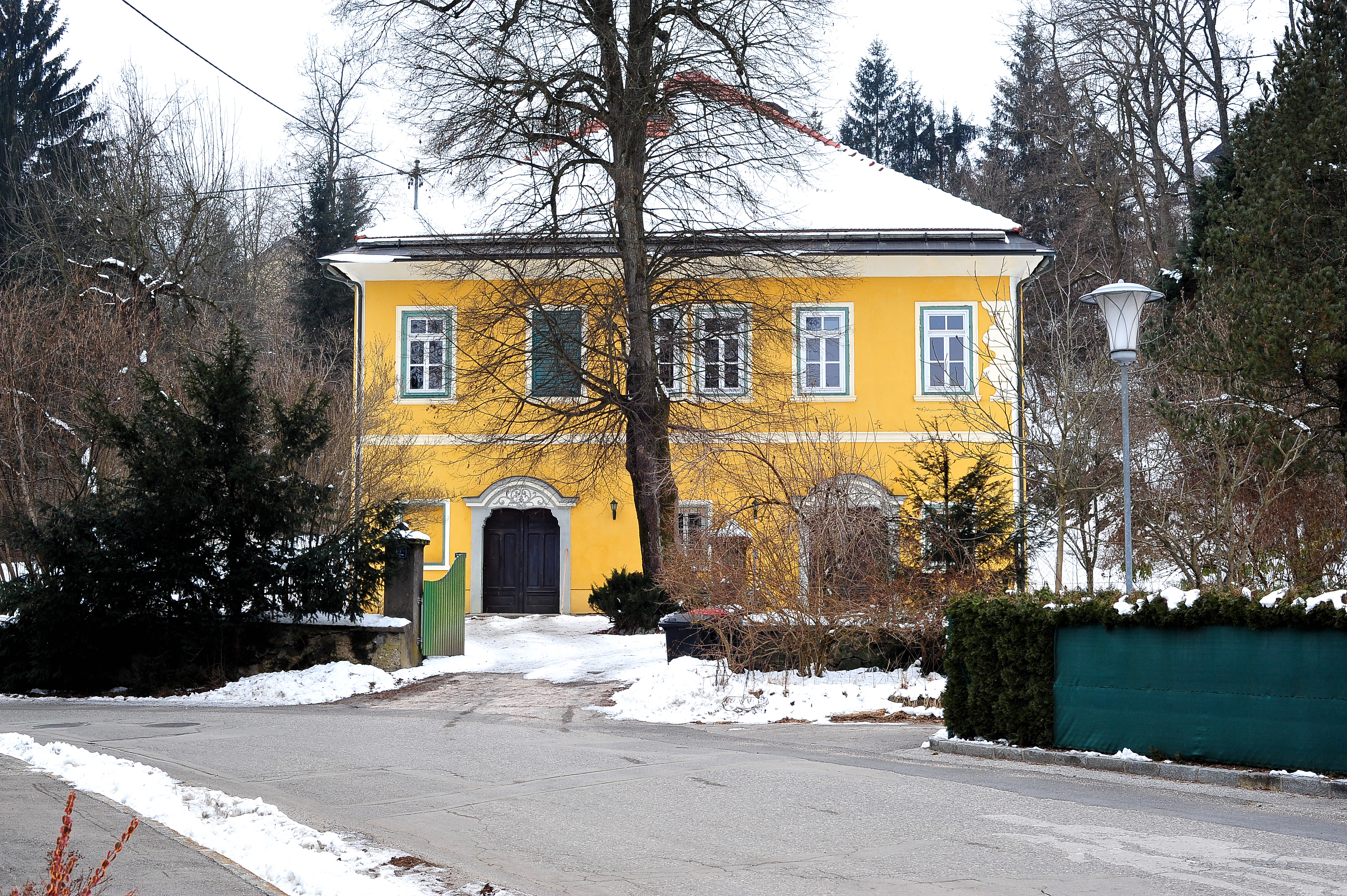
Villa Miller-Aichholz, Viktring (Klagenfurt)

## Persönlichkeiten

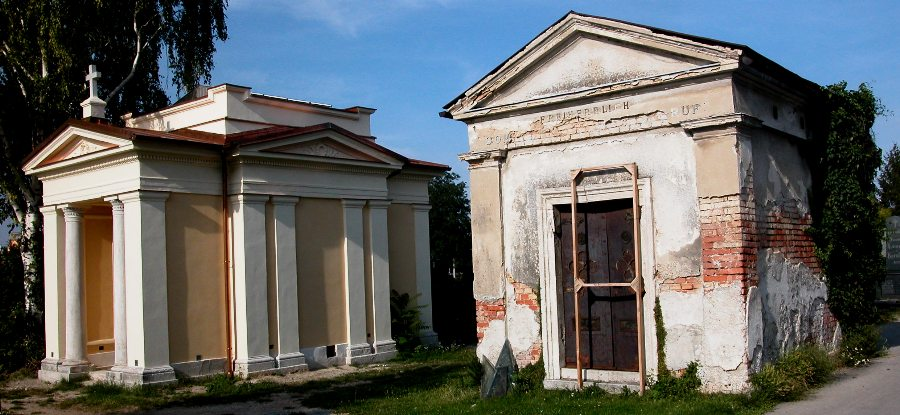
Grüfte der Familien Miller von Aichholz und Sommaruga am Meidlinger Friedhof in Wien

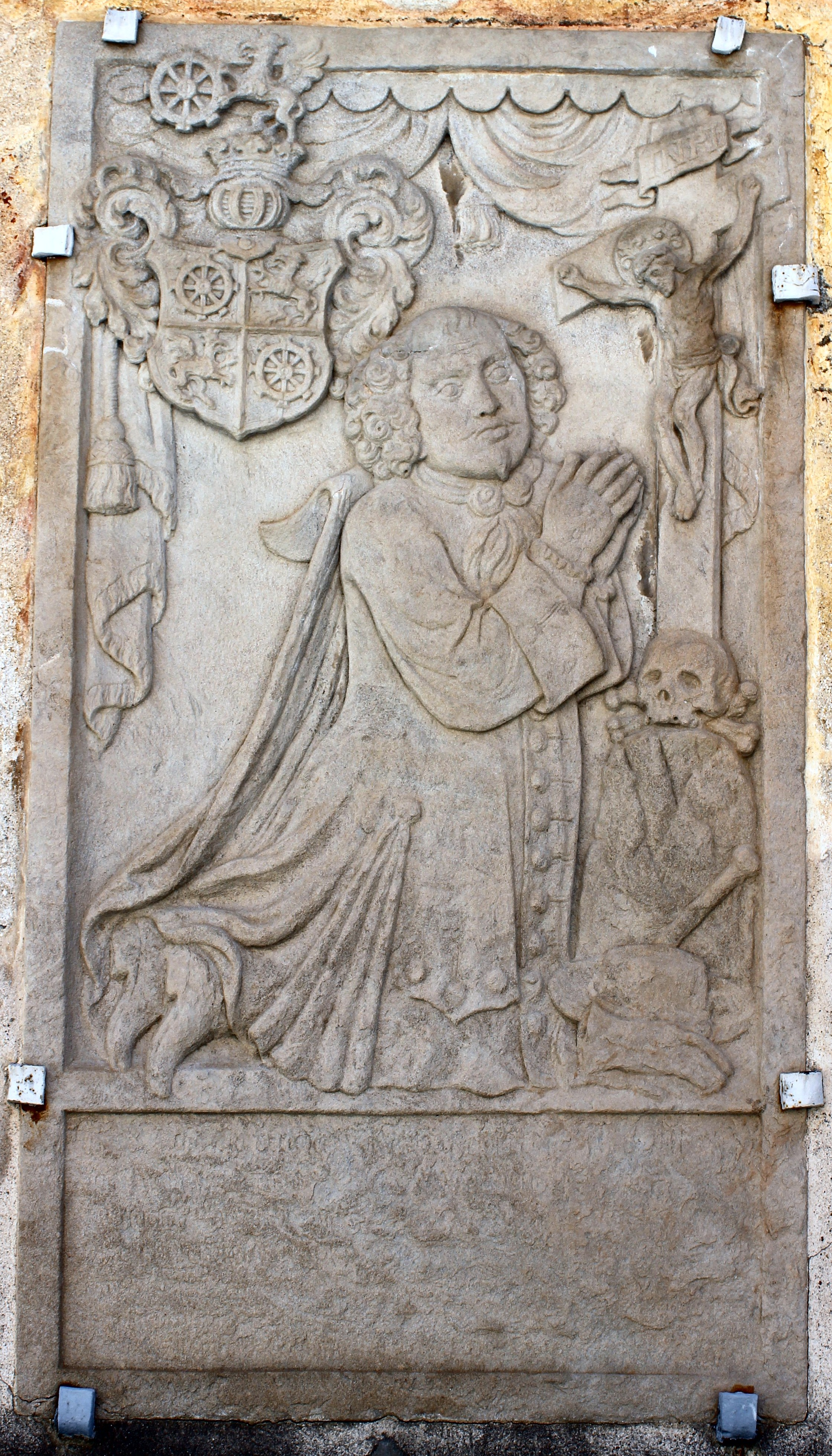
Epitaph des Ferdinand Miller von Aichholz an der Friedhofsmauer der Pfarrkirche Mariä Himmelfahrt in Lana

- Josef von Miller zu Aichholz (1797–1871) österreichischer Großindustrieller.
- Vinzenz von Miller zu Aichholz (1827–1913) übernahm die Firma des Vaters Josef.
- August von Miller zu Aichholz (1829–1899) schrieb ein 1907 publiziertes Lebensbild des Vaters unter dem Titel "Esse quam videri" (Mehr sein als scheinen).
- Eugen von Miller zu Aichholz (1835–1919) war Industrieller und Kunstsammler; er ließ 1877–80 das Wiener Palais Miller-Aichholz in der Prinz-Eugen-Straße 28 errichten (1919 verkauft, 1961 abgerissen).
- Viktor von Miller zu Aichholz (1845–1910), war Chemiker und Großindustrieller sowie Kunstsammler und Wohltäter; er besaß die Villa Miller-Aichholz in Gmunden, wo ihn oft sein Freund Johannes Brahms besuchte.
- Eugen von Miller zu Aichholz (1878–1963), Unternehmer, der die Münzsammlung seines Vaters Viktor 1913 dem staatlichen Münzkabinett stiftete.
- Heinrich Ritter von Miller zu Aichholz, Industrieller, erwarb 1894 das Jagdschloss Esterházy in Hütteldorf (Wien), das seither Miller-von-Aichholz-Schlössel genannt wird.